# Svrbice
Svrbice (ungarisch Szerbőc – bis 1900 Szvrbic) ist eine slowakische Gemeinde im Okres Topoľčany und im Nitriansky kraj mit 194 Einwohnern (Stand 31. Dezember 2024).

## Geographie
Die Gemeinde befindet sich im westlichen Teil des Hügellands Nitrianska pahorkatina am Übergang in das Gebirge Považský Inovec, am Oberlauf des Baches Tekoldiansky potok im Einzugsgebiet der Radošinka. Das Ortszentrum liegt auf einer Höhe von 284 m n.m. und ist 11 Kilometer von Piešťany sowie 26 Kilometer von Topoľčany entfernt.
Nachbargemeinden sind Šalgovce im Norden und Osten, Orešany im Südosten, Horné Otrokovce im Süden, Jalšové im Südwesten und Sokolovce im Westen.

## Geschichte
Svrbice wurde zum ersten Mal 1268 als Surbich schriftlich erwähnt und war zuerst königliches Gut und gehörte ab dem 14. Jahrhundert landadligen Familien. Im 16. Jahrhundert stammten die Gutsherren aus der Familie Nyáry, gegen 1650 waren es die Familien Sándor und Goszthonyi und im 18. Jahrhundert Bossányi. 1715 gab es Weingärten und 15 Haushalte, 1787 hatte die Ortschaft 29 Häuser und 164 Einwohner, 1828 zählte man 20 Häuser und 209 Einwohner, die als Landwirte, Winzer und Kalkbrenner beschäftigt waren.
Bis 1918 gehörte der im Komitat Neutra liegende Ort zum Königreich Ungarn und kam danach zur Tschechoslowakei beziehungsweise heute Slowakei. Auch in der ersten tschechoslowakischen Republik war Svrbice ein landwirtschaftlich geprägter Ort. Der Ort wurde 1940 elektrifiziert.

## Bevölkerung
| Jahr                | 1994 | 2004     | 2014    | 2024    |
| ------------------- | ---- | -------- | ------- | ------- |
| Anzahl der Personen | 232  | 208      | 199     | 194     |
| Unterschied         |      | −10,34 % | −4,32 % | −2,51 % |

| Jahr                | 2023 | 2024    |
| ------------------- | ---- | ------- |
| Anzahl der Personen | 192  | 194     |
| Unterschied         |      | +1,04 % |

Gemäß der Volkszählung 2011 wohnten in Svrbice 209 Einwohner, davon 206 Slowaken. Drei Einwohner machten keine Angabe zur Ethnie.
199 Einwohner bekannten sich zur römisch-katholischen Kirche. Fünf Einwohner waren konfessionslos und bei fünf Einwohnern wurde die Konfession nicht ermittelt.